# Les aventures del príncep Ahmed
Les aventures del príncep Ahmed (títol original en alemany: Die Abenteuer des Prinzen Achmed) és una pel·lícula d'animació alemanya realitzada per l'animadora l'alemanya Lotte Reiniger l'any 1926. És la pel·lícula animada més antiga que es conserva; se sap que l'argentí Quirino Cristiani en va fer dues anteriors, considerades perdudes. Va ser creada amb la tècnica d'animació amb siluetes que la pròpia Reiniger va inventar, tot utilitzant retalls de cartró i làmines de plom sota una càmera. Aquesta tècnica és similar a la de les ombres de Wayang, encara que les seves eren animades fotograma per fotograma, no manipulades en imatge real. Les còpies originals presentaven entintat de color. Diversos animadors avantguardistes famosos van col·laborar amb Lotte Reiniger a la pel·lícula, com Walter Ruttmann, Berthold Bartosch i Carl Koch, d'entre altres. L'argument principal de l'obra està basada en elements de Les mil i una nits, en concret La història del príncep Ahmed i la fada Paribanou, que també apareix en The blue Fairy book de Andrew Lang. Amb l'ajuda d'Aladí, la Bruixa de la Muntanya de Foc i un cavall màgic, el protagonista lluita contra el mag africà per aconseguir la mà de Peri Banu.

## Argument
Un mag africà (der afrikanische Zauberer) embruixa a un cavall volador, que mostra al Califa. El mag no vol vendre'l a qualsevol preu, així doncs, el Califa li dona l'oportunitat d'escollir un dels seus tresors. Tot i la tristesa del Califa, el mag escull a la seva filla Dinarsade. El príncep Ahmed, germà de Dinarsade, s'hi oposa. Però el mag, per tal de persuadir-lo, fa provar a Ahmed el cavall. Aquest, sense saber controlar al cavall, és portat a les altures del cel. El Califa empresona al mag.
Quan Ahmed descobreix com fer baixar el cavall a la terra, acaba a una terra forastera on és rebut per un grup de donzelles atractives. Però el cavalls vola cap a un llac. Allà veu a Peri Banu, la reina de la terra Wak Wak, que va a banyar-se amb l'ajuda dels seus criats. Aquests, en veure'l, s'escapen volant deixant a Peri Banu que no pot volar perquè Ahmed ha agafat el seu vestit màgic de plomes. Ella intenta córrer, pero Ahmed la captura, més tard es guanya la seva confiança en tornar-li les seves plomes. Tot i que Peri Banu avisa a Ahmed que els dimonis de Wak Wak intentaràn matar-lo, els joves s'enamoren.
Mentrestant, el mag aconsegueix alliberar-se de les seves cadenes i es transforma en un ratpenat i busca a Ahmed. Finalment el troba i el príncep cau a un pou intentant fugir. Mentre Ahmed lluita contra una serp gegant, el mag s'emporta a Peri Banu a la Xina i la ven a l'Emperador. El mag torna i enganxa a Ahmed sota una roca al cim d'una muntanya. Per sort, la bruixa de la muntanya (die Hexe) el rescata, ja que el mag és el seu gran adversari i a més a més ajuda al jove a rescatar a Peri Banu de l'Emperador.
Llavors els dimonis de Wak Wak troben la parella i malgrat la resistència d'Ahmed, s'emporten a Pari Banu. Ahmed obliga a un dimoni que ha capturat a portar-lo a Wak Wak, però les portes estan tancades. Més tard Ahmed mata a un monstre que atacaba a Aladdin.
Aladdin li explica com ell, un pobre sastre, va ser reclutat pel mag per recuperar una làmpada màgica de la cova. Quan Aladdin va tornar a l'entrada de la cova, el mag va exigir-li la làmpada abans de deixar-lo sortir. Aladdin es va negar i el mag els va empresonar. El jove va deixar anar inintencionadament i va aprofitar per demanar-li que el portés a casa. Llavors es va enamorar de Dinarsade i es van casar. Una nit, Dinarsade, el palau d'Aladdin i la làmpada van desaparéixer. Culplat pel Califa, Aladdin va fugir per evitar que el matéssin, Durant la seva fugida per mar, una tempesta el va fer naufragar a Wak Wak. Quan na intentar errencar el fruit d'un arbre, l'arbre es va convertir en un monstre i va ser llavors quan Ahmed va matar-lo i va salvar a Aladdin.
La bruixa arriba i promet combatre el mag per aconseguir obrir la porta amb la làmpada. Es porta a terme un duel màgic on cada un es transforma en criatures fantàstiques. Finalment, la bruixa mata al mag. Amb la làmpada, són capaços d'entrar a Wak Wak, just a temps per salvar a Peri Banu. La bruixa convoca a les criatures de la làmpada per derrotar els dimonis. Una criatura semblant a una Hidra s'apodera de Peri Banu. Quan Ahmed talla un dels seus caps, dos més creixen immediatament, però la bruixa para aquesta regeneració i Ahmed per fi la pot matar. Un palau volador s'instal·la al terra. Dins, Aladdin troba a Dinarsade. Les dues parelles s'acomiaden de la bruixa i volen a casa a través del palau.

## Producció
Reiniger va necessitar tres anys, entre 1923 i 1926, per poder fer la pel·lícula. Cada fotograma va ser meticulosament filmada; i 24 fragments van ser necessitats per cada segon.

## Restauració
Cap còpia dels nitrats alemanys originals que es sàpiga continua existint. Mentre que la pel·lícula original tenia entintat de color, els exemplars disponibles després de la restauració eren totes en blanc i negre. Treballant amb les còpies dels nitrats supervivents, arxivers alemanys i britànics van restaurar el llargmetratge entre 1998 i 1999 incloent la reintegració de la imatge entintada original utilitzant el mètode Desmet.

## Disponibilitat
La pel·lícula és examinada freqüentment a Turner Classic Movies. A partir de l'agost de 2017, el film està disponible per flux de dades multimèdia per FilmStruck. DVDs en mercats anglesos són disponibles, distribuïdes per Milestone Films i disponibles i disponibles en NTSC R1 (de Image) i PAL R2 (del BFI). Ambdós versions del DVD són idèntics. Els dos incloeixen una versió amb els intertítols originals alemanys subtitulat en anglès i amb una veu superposada en anglès. La pel·lícula subtitulada en anglès també es disponible per Fandor.

## Llegat
Dos homenatges a aquesta pel·lícula es poden trobar en dues pel·lícules de Disney: el duel entre un mag i una bruixa que es poden transformar en diverses criatures a The Sword in the Stone; i un personatge anomenat príncep Ahmed fa un cameo a l'inici d'Aladdin (1992). L'estil artístic també va servir d'inspiració per l'episodi de Steven Universe "The Answer".

## Música
La música original va ser composta pel compositor alemany Wolfgang Zeller en col·laboració directa amb l'animació de la pel·lícula. Reiniger va crear fotogrames per orquestres, cosa comuna en els millors cinemes de l'època, per poder seguir l'acció.
El Silk Road Ensemble va acompanyar el llargmetratge amb una representació improvisada en directe a instruments de corda i d'altres tipus orientals com uds, neys i shengs en octubre de 2006 al Museu Rubin d'Art en Nova York. El Silk Road Ensemble va repetir l'actuació al Cinema Avon a Providence, Rhode Island, al febrer de 2011.
La banda espanyola Caspervek Trio va compondre una nova banda sonora per la pel·lícula al 2014 a Vigo, amb més representacions a Ourense, Liptovský Mikuláš i Madrid.
La banda de Nova York Morricone Youth va compondre una nova música pel film al 2012, representat per primera vegada en viu al Nitehawk Cinema en Brooklyn al 28 de setembre. Country Club Records va llançar un EP de vinil amb 6 cançons de la música en 2016.
Estudiants del Royal Birmingham Conservative va compondre una nova banda sonora per la pel·lícula en 2018 que va ser estrenada al Flatpack Film Festival al Dig Brew Co. Arxivat 2019-01-29 a Wayback Machine. al 22 d'abril de 2018.